# Poromiv, Ivanîci
Poromiv (în ucraineană Поромів) este localitatea de reședință a comunei Poromiv din raionul Ivanîci, regiunea Volînia, Ucraina.

## Demografie
Componența lingvistică a localității Poromiv
     Ucraineană (99,17%)
     Alte limbi (0,84%)
Conform recensământului din 2001, majoritatea populației localității Poromiv era vorbitoare de ucraineană (99,17%), existând în minoritate și vorbitori de alte limbi.